# Arctia tshimgana
Arctia tshimgana är en fjärilsart som beskrevs av Leo Andrejewitsch Sheljuzhko 1935. Arctia tshimgana ingår i släktet Arctia och familjen björnspinnare. Inga underarter finns listade i Catalogue of Life.